# Национальный исторический музей Греции
Национальный исторический музей (греч. Εθνικό Ιστορικό Μουσείο) расположен на улице Стадиу в Афинах. В период с 1875 по 1932 годы дворец занимал Греческий парламент, поэтому нередко и сейчас здание называют Старым греческим парламентом (греч. Μέγαρο της Παλαιάς Βουλής).

## История
Первоначально на этом месте находилась усадьба афинского магната Контославлоса. После того как в 1833 году Афины стали столицей Греции (после Нафплиона) король Оттон выбрал дом Контославлоса своей резиденцией, пока не был построен новый Королевский дворец — ныне Греческий парламент. В 1835 году были достроены крупные бальная и банкетная залы. После восстания 3 сентября, которое заставило короля Оттона представить конституцию, в этом здании впервые было созвано Национальное собрание.
В октябре 1854 года весь дом сгорел во время пожара. Возведение нового здания планировалось по проекту французского архитектора Франсуа Булангера. В следующем году строительство было приостановлено из-за нехватки средств и возобновилось лишь в 1863 году, когда Оттон был свергнут с престола. Проект сооружения был изменен на этот раз греческим архитектором Панайотисом Калькосом и строительство было завершено в 1871 году. Между тем Греческий парламент размещался в небольшом кирпичном домике на противоположной стороне площади, его спешно построили в 1863 году и среди жителей города он получил название Барак (греч. η Παράγκα).
В 1904 году на площади перед зданием установили роскошный памятник Теодоросу Колокотронису за авторством скульптора Сохос, Лазароса (1900).
Греческий парламент был перемещен в новое здание только в 1875 году и оставался в нём до перехода в нынешнее своё местонахождение — бывший Королевский дворец Оттона в 1923 году. Таким образом, он стал свидетелем некоторых наиболее бурных и важных событий в современной истории Греции, включая убийство премьер-министра Теодороса Делиянниса на лестнице парламента 31 мая 1905 года, а также провозглашение Греческой республики 25 марта 1924 года.
После того как парламент переехал, в здании размещалось Министерство юстиции Греции. В 1961 году была осуществлена полная реставрация здания, с тех пор ставшее местопребыванием Национального исторического музея в подчинении историко-этнографического общества Греции.

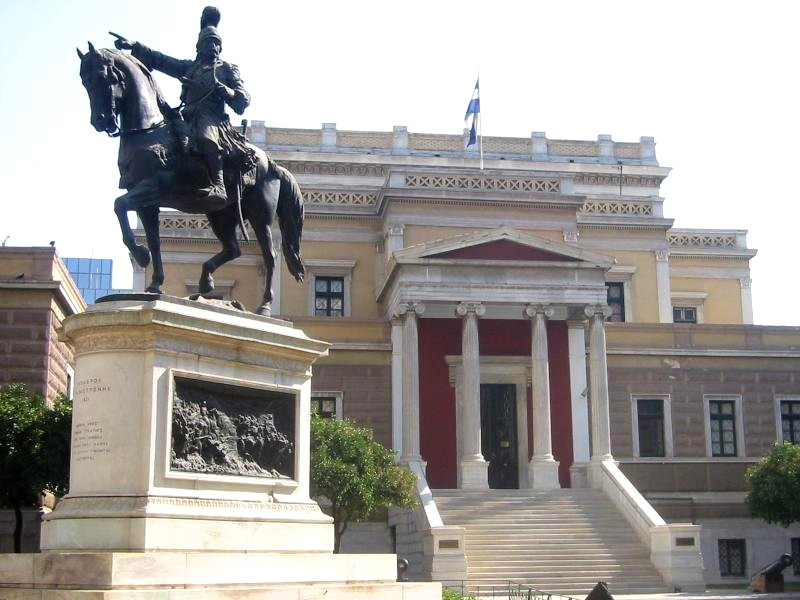
Национальный исторический музей и памятник Теодоросу Колокотронису

## Экспозиция музея
Музей экспонирует собрание Историко-этнографического общества Греции (греч. Ιστορική και Εθνολογική Εταιρεία της Ελλάδος), основанного в 1882 году по инициативе Элефтериоса Венизелоса. До передачи коллекции музея она хранилась в главном корпусе Национального технического университета.
Экспозиция включает предметы, касающиеся периода от падения Константинополя в 1453 году до Второй мировой войны. Особое внимание уделено событиям Греческой революции и дальнейшему развитию современного греческого государства. Это оружие, личные и памятные вещи известных исторических фигур, полотна исторической тематики греческих и иностранных художников, рукописи, а также большая коллекция традиционных костюмов из разных регионов Греции. Коллекция представлена в коридорах и залах здания, в то время как большая центральная зала Национального собрания используется для проведения конференций.

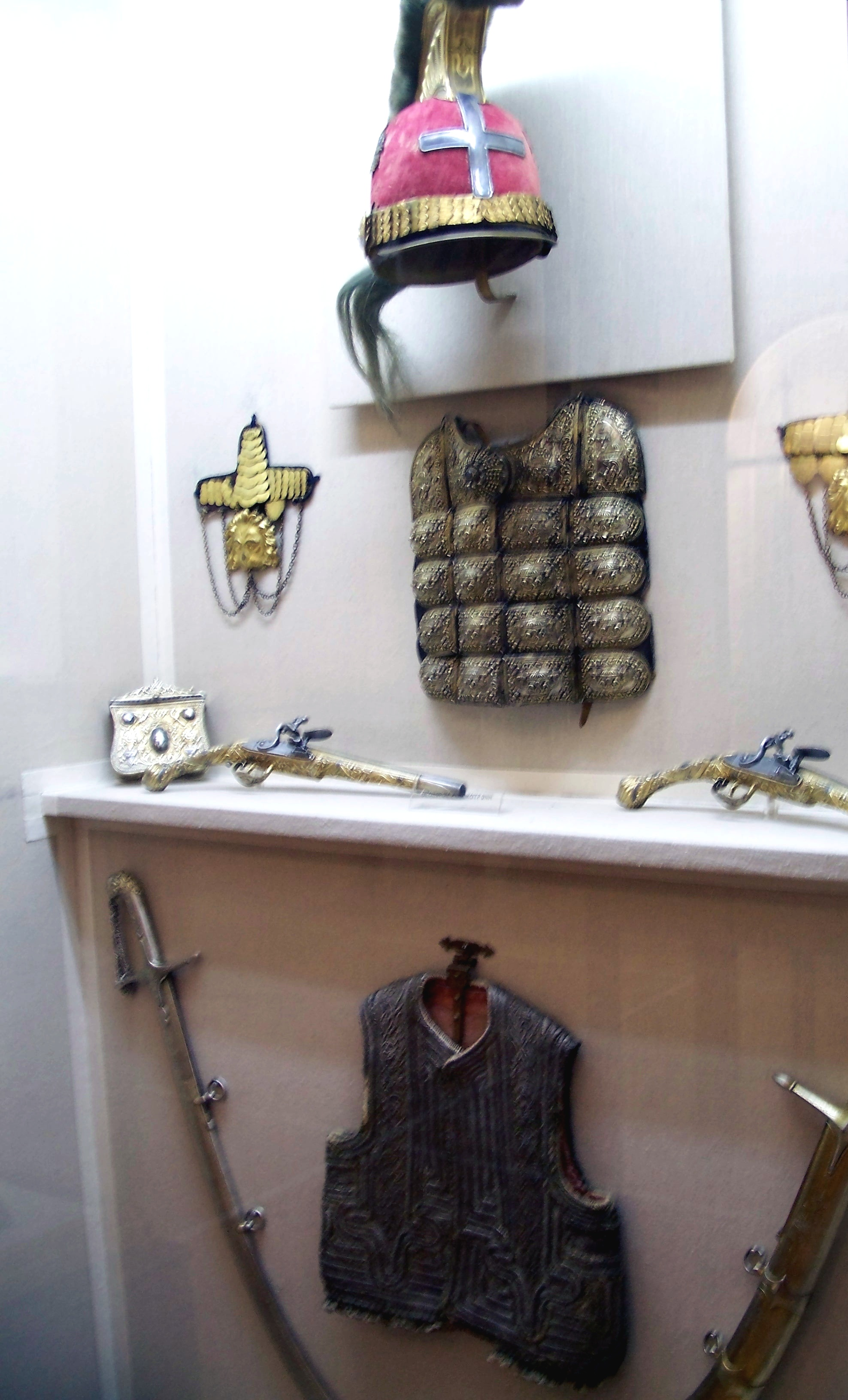
Оружие Колокотрониса
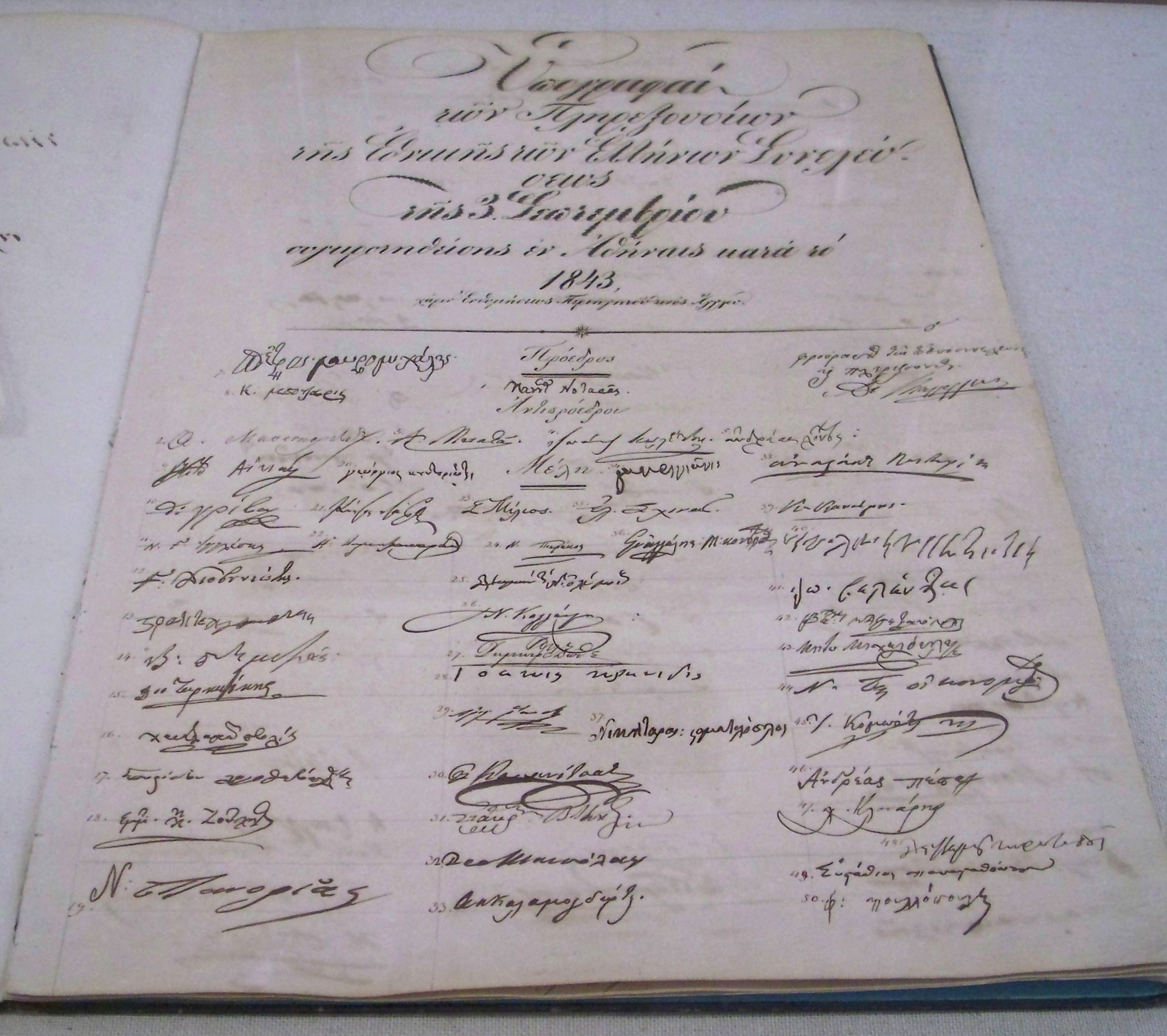
Подписи делегатов Национального собрания, 1843 г.
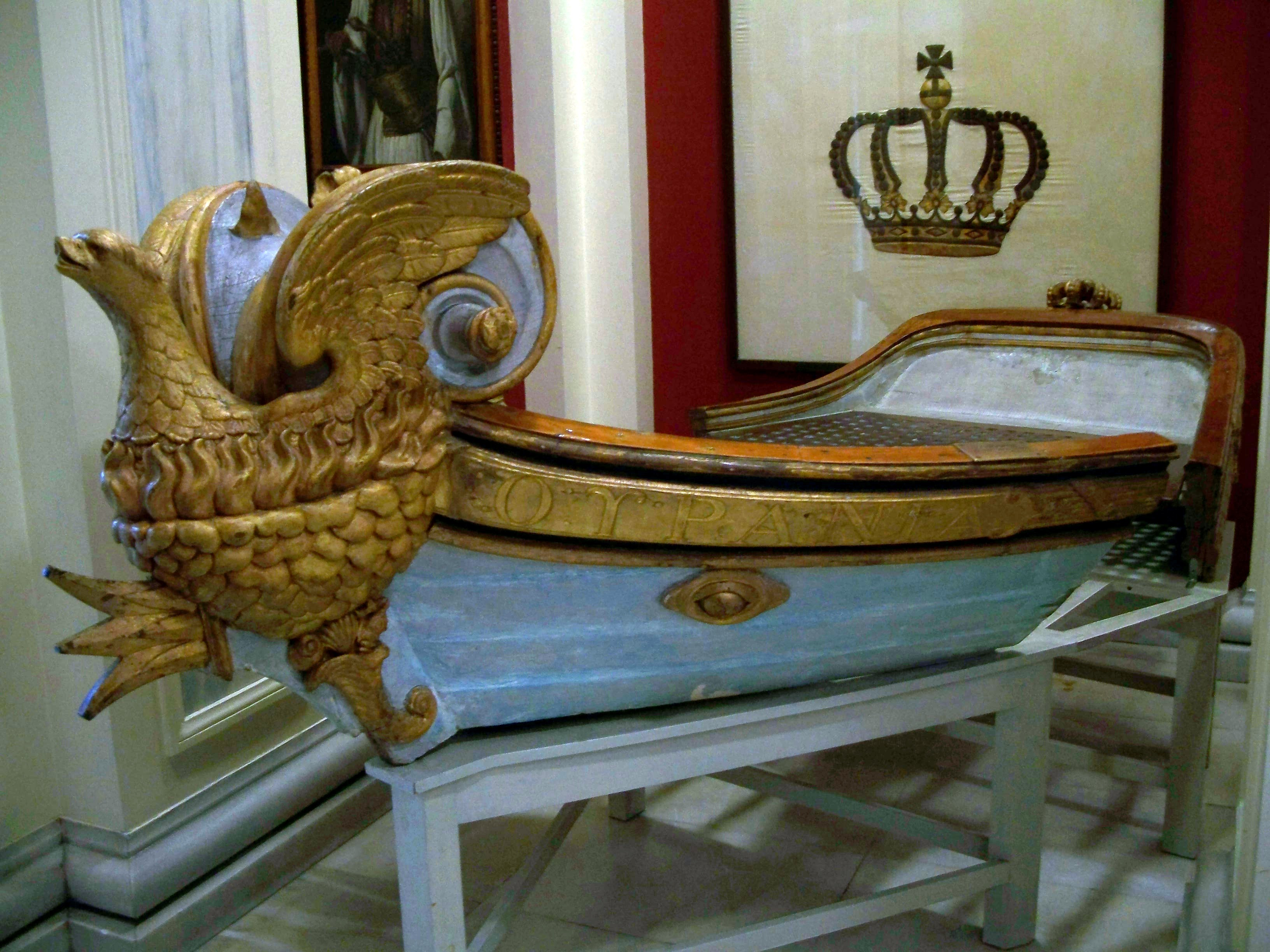
Лодка Урания короля Оттона
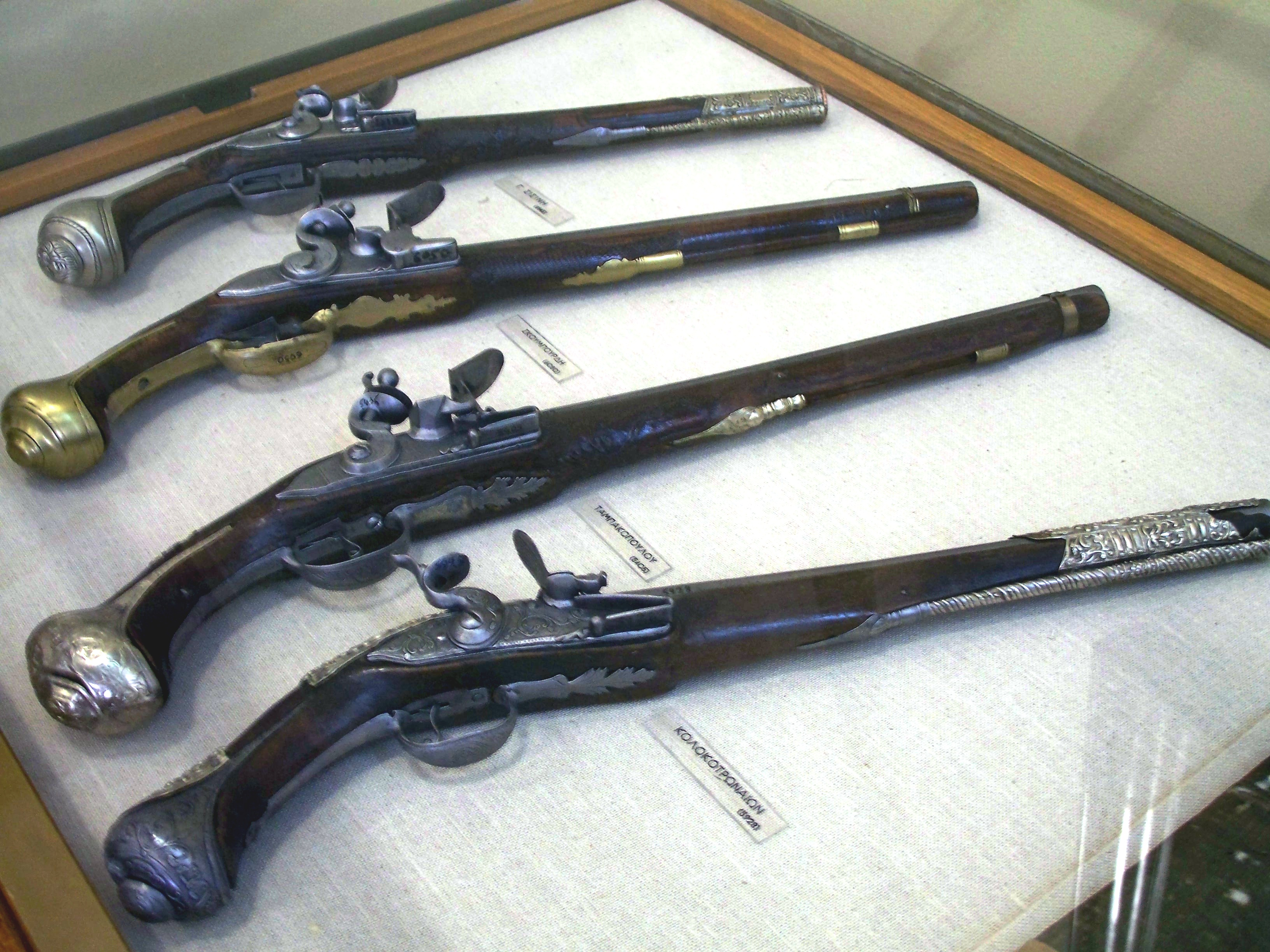
Пистолеты периода Греческой революции